# 미사카 미코토
미사카 미코토는 어떤 마술의 금서목록에 등장하는 히로인이며, 어떤 과학의 초전자포의 주인공이다. 작중 중학교 2학년생이며 토키와다이 중학교에 재학하고 있다..

## 능력
미사카 미코토는 학원도시에 7명 밖에 없는 레벨5이며 그 중 3위에 해당한다. 미사카 미코토의 주 능력은 전기를 다루는 능력이며 전기공격 동전을 쏘는 레일건 등의 기술을 가진다.